# Reginald VelJohnson
Reginald VelJohnson (16. travnja 1952., Queens, New York, SAD) je američki filmski i televizijski glumac. Najpoznatiji je po ulozi Carla Winslowa u humorističnoj seriji Pod istim krovom. To je jedina serija u kojoj je glumio u svakoj epizodi. Također je glumio narednika LAPD-a Ala Powella u filmovima Umri muški i Umri muški 2.